# Porphyrio porphyrio
El calamón común (Porphyrio porphyrio), o sencillamente calamón (por antonomasia), es una especie de ave gruiforme de la familia Rallidae que habita en humedales del sur de Eurasia y el noroeste de África. Se trata de un ave acuática de gran tamaño muy vistosa, con plumaje azul y negro, pico y escudo frontal rojos y patas rojizas. Es muy esquiva y apreciada por su valor cinegético.

## Taxonomía y etimología
El calamón común se clasifica con los demás calamones en el género Porphyrio, que pertenece a la familia Rallidae, una familia de aves acuáticas y semiacuáticas pequeñas en comparación con el resto de Gruiformes. Las rállidas suelen tener el cuello relativamente largo, la cola corta, robustas patas con dedos largos y plumajes discretos en contraste con sus coloridos picos y escudos frontales.
El calamón común fue descrito científicamente por Carlos Linneo en 1758 en la décima edición de su obra Systema naturæ, con el nombre científico, Fulica porphyrio. En 1760 fue trasladado como especie tipo al género Porphyrio creado por el zoólogo francés Mathurin Jacques Brisson. Porphyrio en latín significa simplemente  «calamón», término que su vez proviene del griego porphurion del mismo significado. Actualmente no se reconocen subespecies de calamón común, pero anteriormente se reconocían 12 subespecies, que ahora se distribuyen entre las especies: Porphyrio indicus, Porphyrio madagascariensis, Porphyrio poliocephalus, Porphyrio pulverulentus y Porphyrio melanopterus.

## Descripción

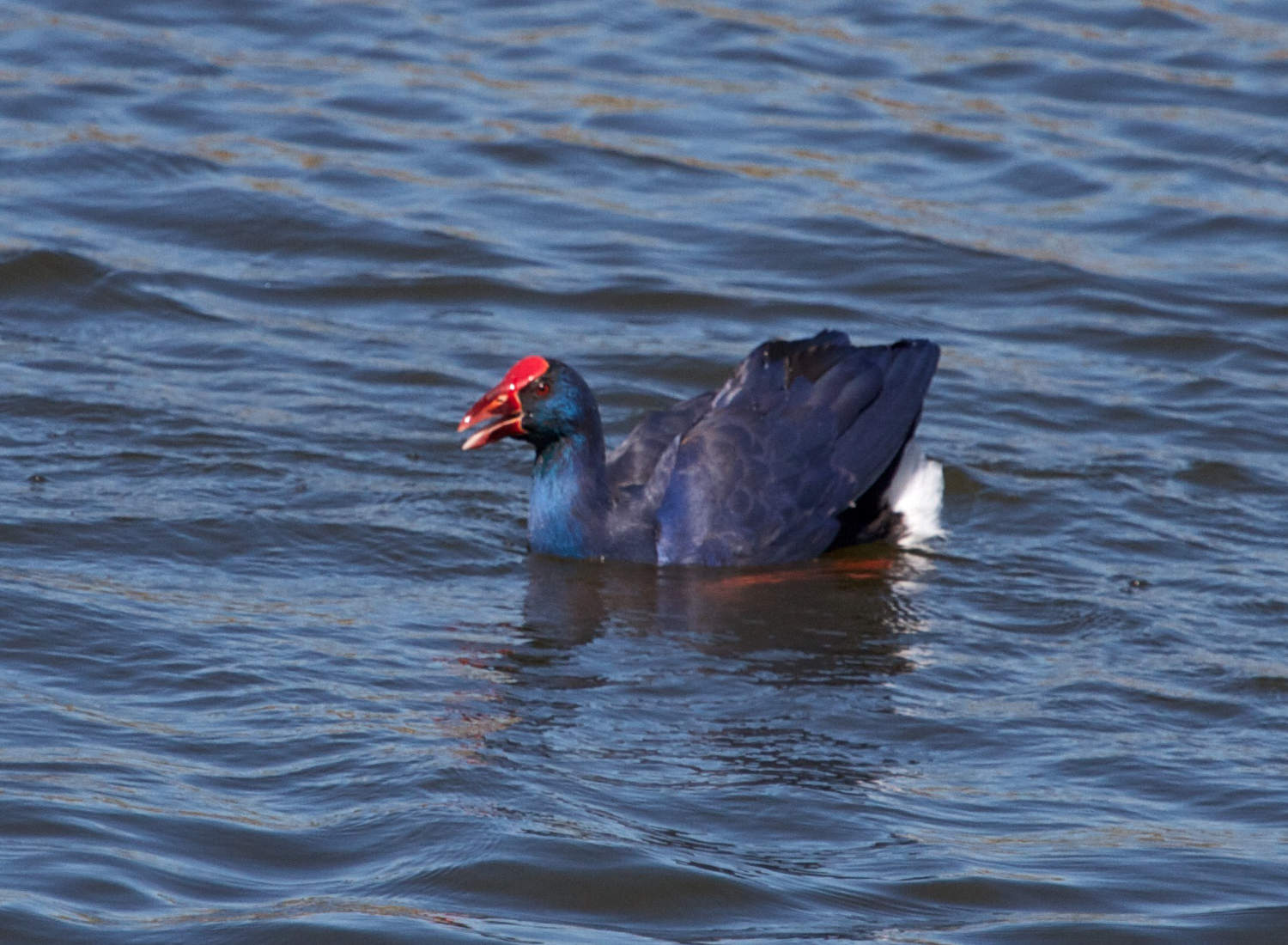
Calamón común en Portugal.

El calamón común es un rállido de gran tamaño, que mide entre 45 y 50 cm de largo y tiene una envergadura alar de entre 90 y 100 cm (casi de tamaño doble que una gallineta común). El plumaje de los adultos de la subespecie nominal es en general de tonos añiles o morados oscuros, distribuidos de forma uniforme y con brillos purpúreos. Además en el rostro y parte frontal de cuello presentan brillos azul cobalto. Destaca en su parte trasera el blanco níveo de su zona infracadudal. Tiene un robusto pico cónico de color carmesí intenso, al igual que su escudo frontal. El rojo de ambos se intensifica en la época de reproducción. Sus patas de largos dedos también son rojas aunque de un tono menos vivo. Los juveniles son menos coloridos ya que su plumaje es gris azulado.

## Comportamiento
Aunque es una especie sigilosa y difícil de avistar porque suele estar escondida entre los carrizales, en época de cría son ruidosos y es fácil oír sus llamadas, y donde no son perseguidos pueden verse alrededor de las zonas urbanas. Suele desplazarse caminando y gracias a sus grandes dedos puede sostenerse sobre la vegetación acuática sin hundirse. A pesar de tener un vuelo pesado puede volar largas distancias, y es un buen nadador para ser un ave sin membranas interdigitales.

### Alimentación
Generalmente viven en parejas y grupos más grandes. Se desplaza sobre los juncos y se alimenta principalmente de brotes tiernos y otras materias vegetales. También come invertebrados, como caracoles, huevos, polluelos y pequeños peces. A menudo usa una de sus patas para llevarse alimento al pico. 

### Reproducción

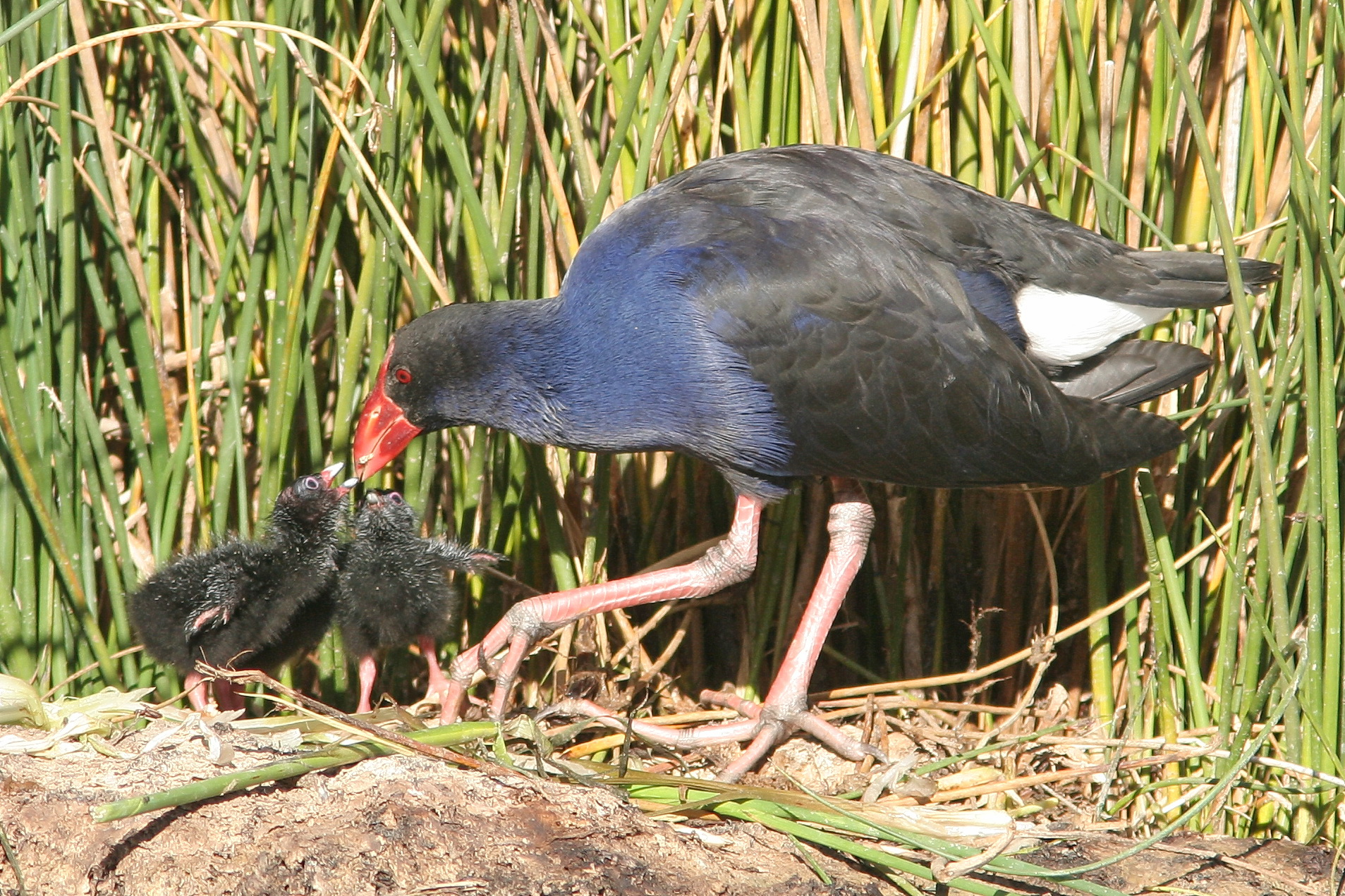
Alimentando a sus polluelos.

La época de cría de los calamones varía a lo largo de sus amplia área de distribución y suele coincidir con el pico de lluvias de las zonas o el verano en los climas templados. El calamón suele anidar entre los carrizales cerca del agua. Los machos realizan un elaborado cortejo, en el que mantienen plantas acuáticas en el pico realizando reverencias ante la hembra y emitiendo risotadas altas. En las zonas occidentales de su área de distribución el comportamiento social de cría tiende hacia la monogamia y los grupos de cría cooperativa son más corrientes en las zonas orientales. Estos grupos pueden constar de varias hembras y machos compartiendo un nido o una pareja con juveniles ayudantes de nidadas anteriores.
Anidan en grandes montones de carrizos y demás materia vegetal, junto al agua, sobre la vegetación flotante o acumulados para sobresalir sobre el nivel del agua. En un nido pueden poner sus huevos varias hembras y compartir las tareas de incubación. Cada hembra puede poner 3 o 4 huevos. Los huevos pueden ser de tonos ocres a castaños con motas pardas. Un nido comunal puede contener hasta 12 huevos. La incubación dura de 23 a 27 días, y es realizada por ambos sexos, además de los ayudantes cuando los hay. Los polluelos precoces nacen recubiertos de plumón negro y suelen dejar el nido a los pocos días de eclosionar. Los polluelos son alimentados por los padres y los miembros del grupo durante 10–14 días, tras los cuales empiezan a alimentarse por sí mismos.

## Distribución y conservación

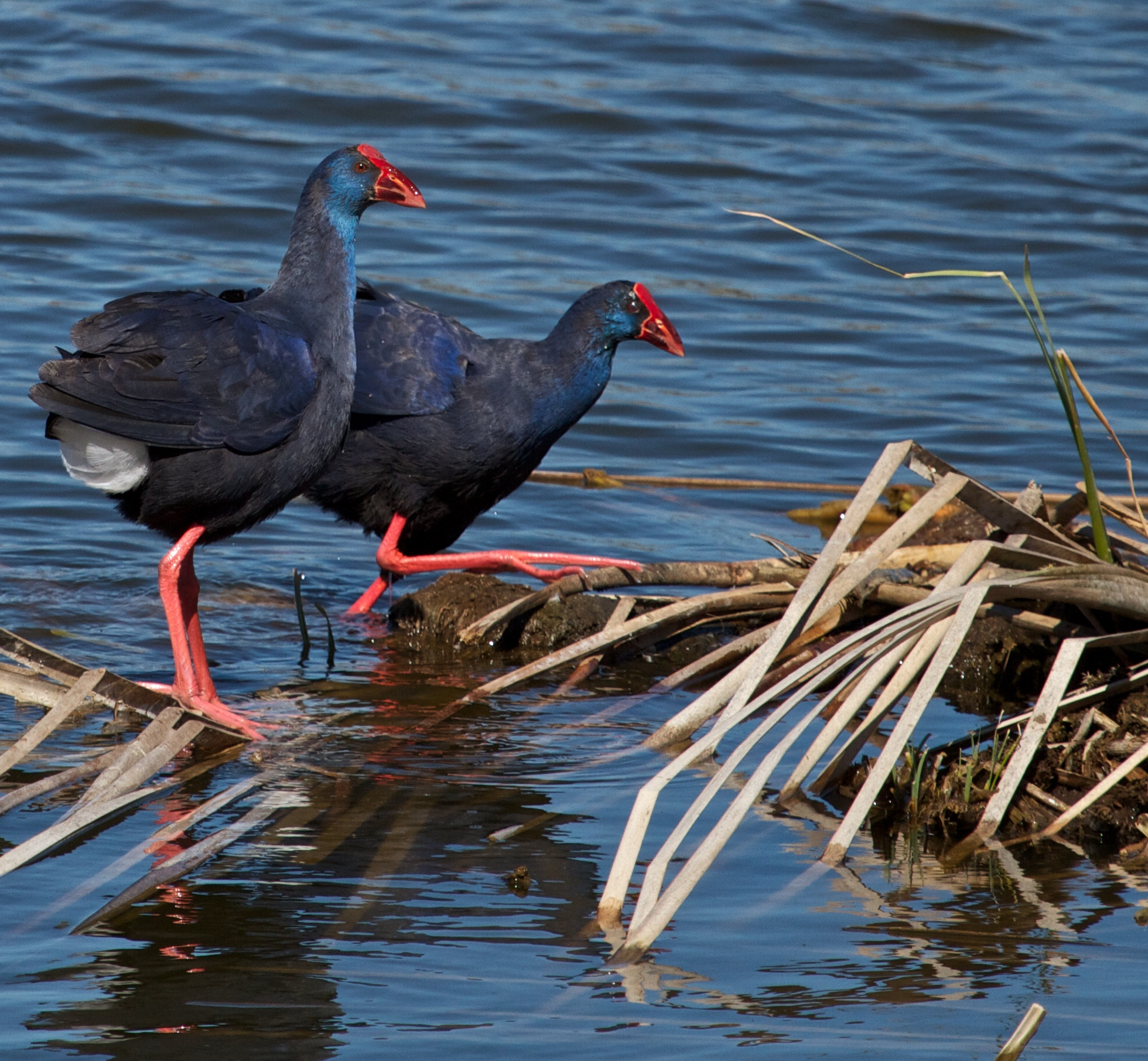
Pareja en el Algarve, Portugal.

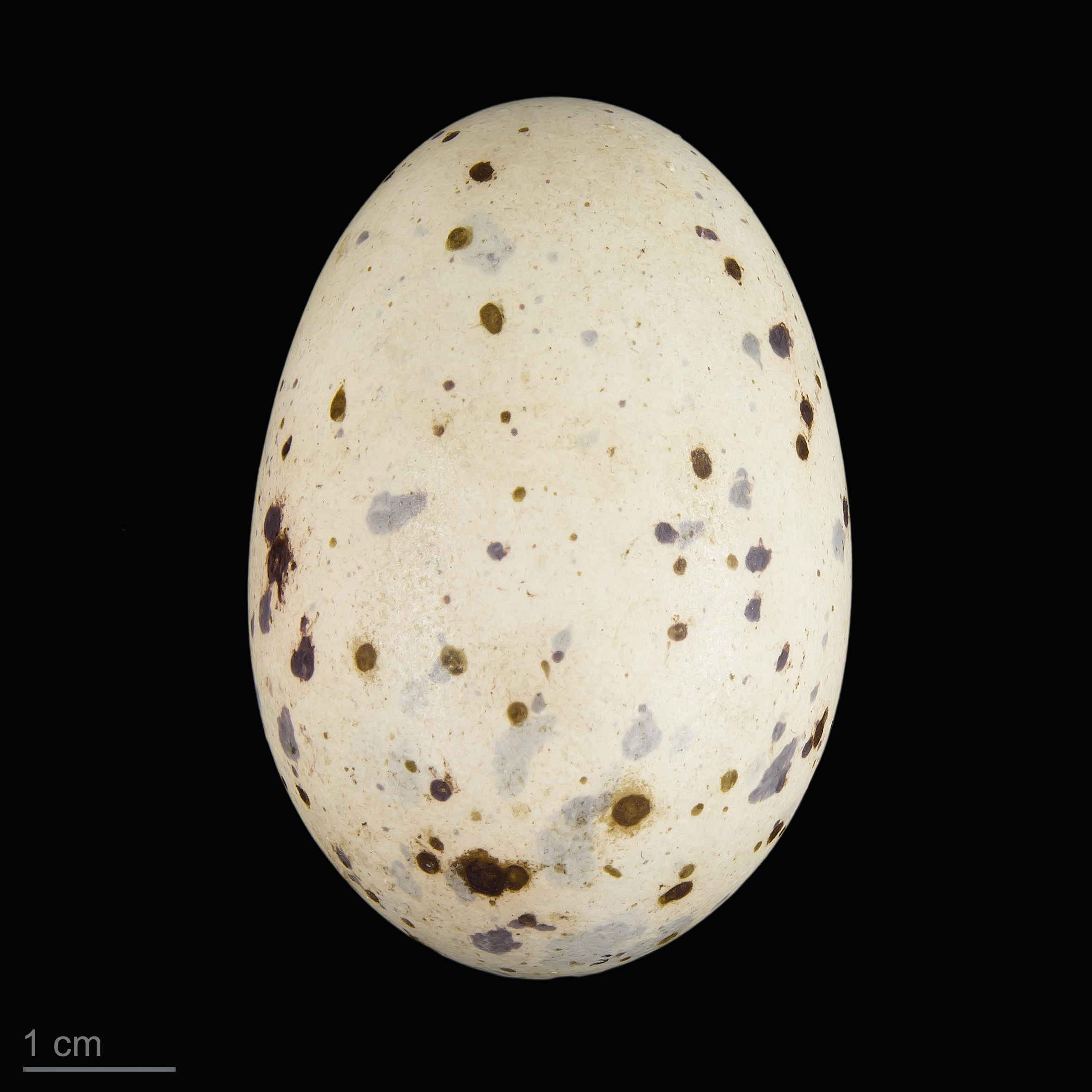
Porphyrio porphyrio - MHNT

Aunque tiene una amplia distribución por las zonas cálidas del sur de Eurasia, Oceanía y las regiones mediterráneas del noroeste de África, se encuentra localizado en los humedales con carrizales altos como los deltas y las riberas de lagos y ríos con pastizales húmedos. El calamón común además prefiere las zonas con altas precipitaciones. En España, la subespecie Porphyrio porphyrio porphyrio habita en toda la costa mediterránea y atlántica, especialmente en el parque de Doñana y en menor medida en humedales de la Comunidad Valenciana, donde la presión urbanística de finales del siglo XX y principios del siglo XXI ha logrado expulsarlo casi totalmente. En todo el mundo se encuentra amenazado por la desecación y contaminación de los humedales en los que habita y la presión cinegética, aunque se clasifica como especie bajo preocupación menor.
Es una especie con alto poder dispersivo. Se considera que el calamón común es el ancestro de varias especies de calamones insulares, incluidos el extinto calamón de la Lord Howe y las dos especies de calamón takahe de Nueva Zelanda. En islas donde especies próximas se ha extinguido o están en declive por la interferencia humana, como en Nueva Zelanda o Nueva Caledonia, esta especie se ha establecido por sí misma relativamente recientemente.